# Plesioneuron tahitense
Plesioneuron tahitense är en kärrbräkenväxtart som beskrevs av Holtt. Plesioneuron tahitense ingår i släktet Plesioneuron och familjen Thelypteridaceae. Inga underarter finns listade.